# مطار أتاتورك
مطار أتاتورك (بالتركية: Atatürk Havalimanı)‏ (إياتا: ISL، إيكاو: LTBA) (رمز إياتا السابق:IST)؛ هو مطار عام للطيران والشحن والبضائع في مدينة إسطنبول. توقفت رحلات الطيران التجارية فيه في 6 أبريل 2019 عندما تم نقل جميع الرحلات إلى مطار إسطنبول الجديد.
اعتبارًا من 6 أبريل 2019 يُشغل المطار فقط للشحن والصيانة والطيران العام ورحلات العمل والطائرات الحكومية والدبلوماسية، بينما يتم التعامل مع جميع رحلات الركاب التجارية في مطار إسطنبول الذي تم بناؤه حديثًا.

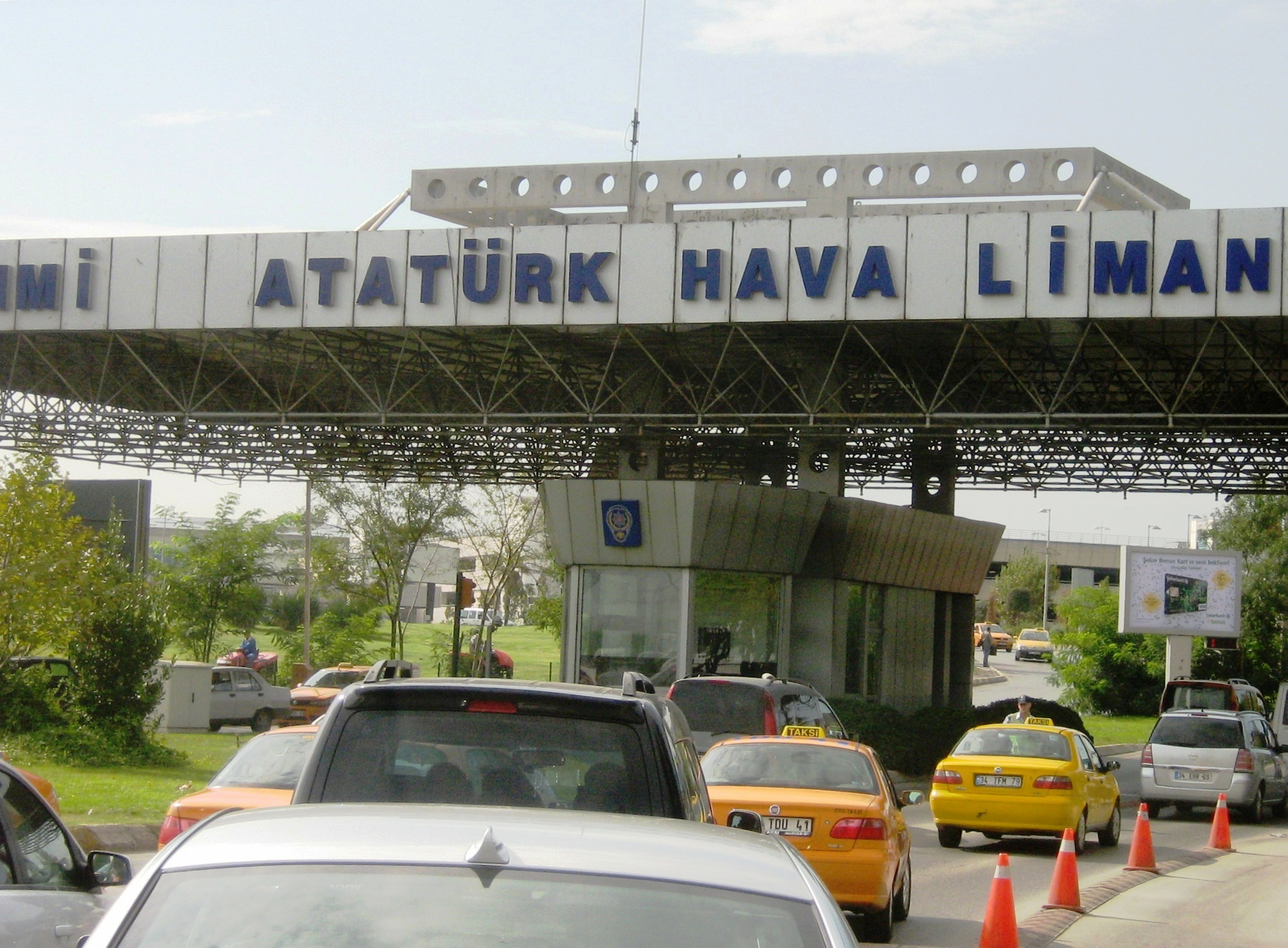
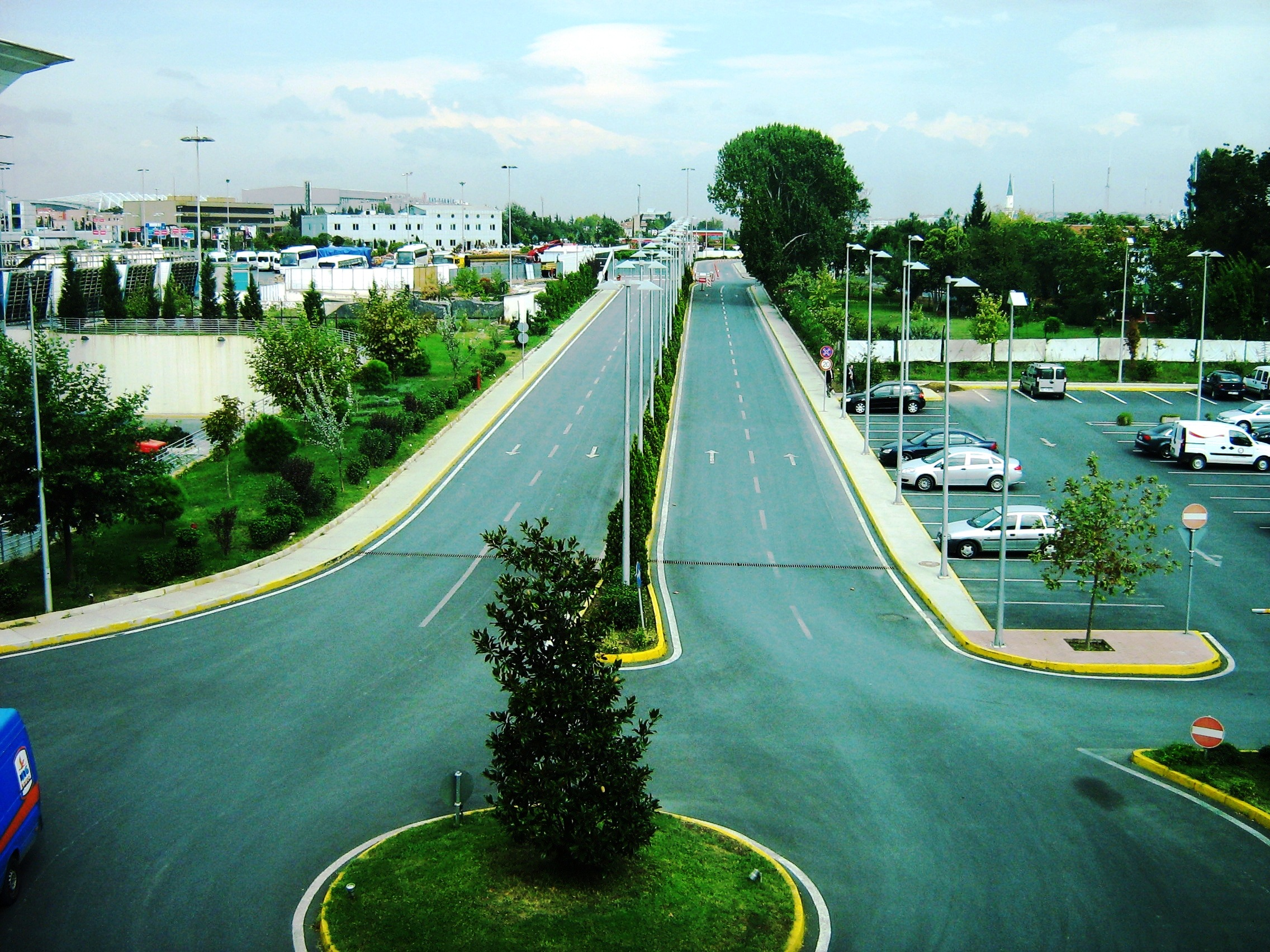
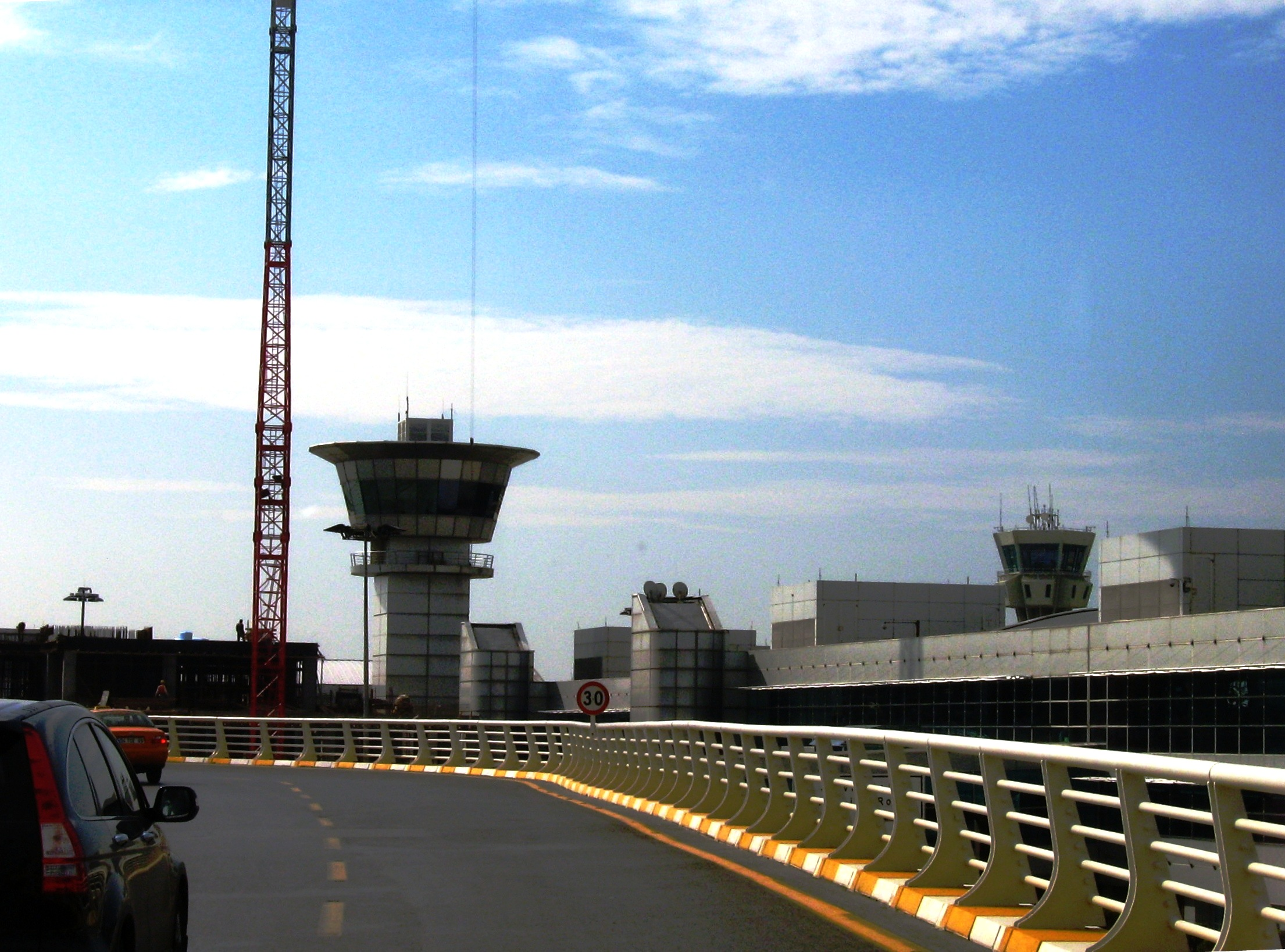
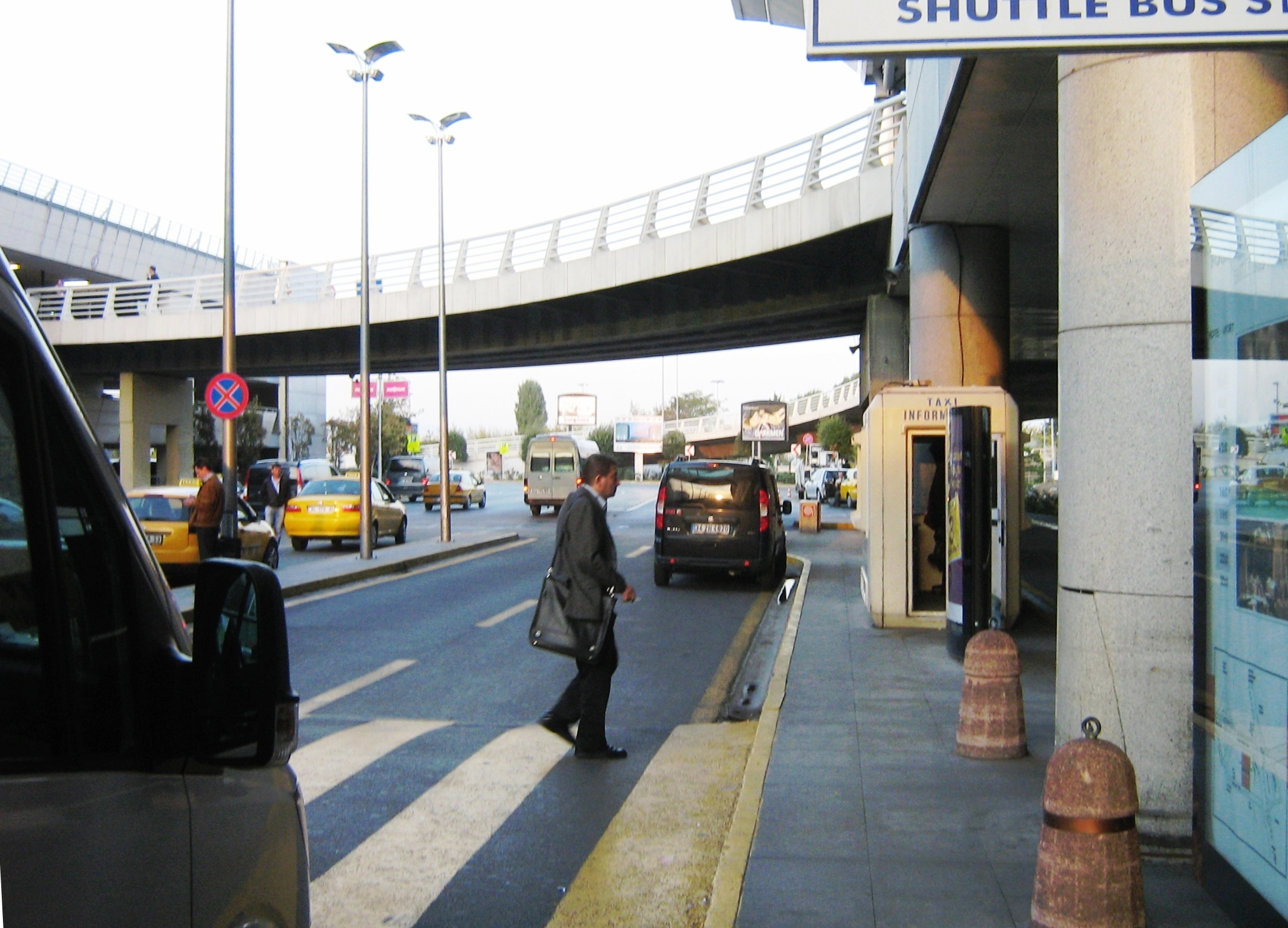

## الوصول من وإلى مطار أتاتورك الدولي
- هناك خدمة حافلات دورية تقوم شركة «هافاتاش» بتشغيلها وهي من أضخم شركات النقل البري في تركيا. حيث تنطلق الباصات كل نصف ساعة من عدة مناطق من داخل مدينة إسطنبول إلى المطار.
- يمكن الوصول إلى المطار باستخدام القطار الخفيف الذي يصل بين المطار وبين منطقة أكسراي ويتوقف على عدة محطات بينها.
- يمكن الوصول إلى المطار بواسطة السيارة العادية وسيارات الأجرة الصفراء.
- يملك عدد من الفنادق خدمة نقل دورية بالباصات الصغيرة بين الفندق والمطار.